# Osteochilus kerinciensis
Osteochilus kerinciensis (danh pháp hai phần: Osteochilus kerinciensis) là một loài cá thuộc chi Cá mè phương nam trong họ Cá chép. Loài cá này sinh sống ở Đông Nam Á.